# إيف أليجرو
إيف أليجرو مواليد 24 أغسطس 1978 في سويسرا، هو لاعب كرة مضرب سويسري سابق بدأ مسيرته كمحترف سنة 1997 وكان يلعب باليد اليمنى، اعتزل اللعب في 2011. أعلى تصنيف له في الفردي كان المركز الـ 210 في سنة 2003. سبق أن شارك في دورة الألعاب الأولمبية الصيفية.

## روابط خارجية
- إيف أليجرو على موقع رابطة محترفي التنس (الإنجليزية)
- إيف أليجرو على موقع الاتحاد الدولي لكرة المضرب (الإنجليزية)
- إيف أليجرو على موقع كأس ديفيز (الإنجليزية)
- إيف أليجرو على موقع خلاصة التنس.كوم (الإنجليزية)
- إيف أليجرو على موقع إي إس بي إن.كوم (الإنجليزية)
- إيف أليجرو على موقع أوليمبيديا (الإنجليزية)